# 志田琥珀
志田琥珀（日语：／ Shida Kohaku，2004年5月25日—），是日本埼玉縣出生的演員，經紀公司為A-PLUS，身高158cm，血型為A型。
在2022年出演超級戰隊系列第46作暴太郎戰隊DON BROTHERS，飾演「鬼頭遙 / 鬼Sister」。其胞姊志田音音亦是演員，在當年秋季之同期作品《假面騎士Geats》中飾演櫻井沙羅（第二男主角樱井景和之胞姊）。

## 簡介
2020年參加日本少女小姐大賽。結果是關東大會的失利，但在會場卻引起了現任事務所的注意，並進入了娛樂界。
2021年入圍「ミスセブンティーン2021」。
2022年在「暴太郎戰隊DON BROTHERS」中，飾演「鬼頭遙 / 鬼Sister」，首次在電視劇演出，同時是戰隊系列首位在21世紀出生的女主角。

## 演藝經歷

### 電視劇
- 超級戰隊系列
  - 特攝劇《暴太郎戰隊DON BROTHERS》（2022年3月6日 - 2023年2月26日，朝日電視台）- 主演：鬼頭遙 / 鬼Sister（Oni Sister）[2][3]
- 我竟然養起了小白臉（2023年3月29日 - 5月17日，TBS） - 飾演：五十嵐桃
- CODE-願望的代價- 第1集（2023年7月2日，讀賣電視台・日本電視台）- 飾演：MIKU
- 最好的學生〜余命1年的最後一舞〜（2023年7月15日 - 9月23日，日本電視台） - 飾演：二色愛未
- 最好的老師 第5集（2023年8月12日，日本電視台） - 飾演：二色愛未
- 客廳裡的松永先生（2024年1月9日 - 3月26日，關西電視台・富士電視台） - 飾演：MAHO
- 為什麼是我來神說教（2025年4月12日 - ，日本電視台） - 飾演 安藤友理奈

### 電影
- 超級戰隊系列
  - 《暴太郎戰隊Don Brothers THE MOVIE 新·初戀英雄》（2022年7月22日、東映）- 主演：鬼頭遙 / 鬼Sister（Oni Sister）

### 網路劇
- 超級戰隊系列
  - 忍風戰隊破裏劍者 with Don Brothers（2022年12月25日、TTFC） - 鬼頭遙 / 鬼Sister（Oni Sister）

### 舞台劇
- 六番目の小夜子（2022年1月7日 - 16日、新国立劇場 小劇場） - 飾演：西野真耶 [4][5]

## 寫真集
- 鬼カワ！17歳。（2022年3月19日、集英社）ASIN B09VX1X6MJ
- 海街の放課後。（2022年7月25日、小學館）ASIN B0B77D6R5T

## 外部連結
- 志田こはく （页面存档备份，存于） (A-PLUS事務所個人資料)
- 志田こはく的Instagram (@shida_kohaku)
- 志田こはく的Twitter×MG （页面存档备份，存于） (@志田こはく マネージャー公式)
- 志田こはく的TikTok （页面存档备份，存于）

| 前任： 梶裕貴 (聲演) （機界戰隊全開者） | 日本超級戰隊系列黃色戰士演員 暴太郎戰隊DON BROTHERS 2022年3月6日-2023年2月26日 | 繼任： 村上愛花 （國王戰隊帝王者） |